# インドネシアの政治・治安担当調整大臣一覧
本項では、インドネシアの政治・治安担当調整大臣（Menteri Koordinator Bidang Politik dan Keamanan）を一覧する。政治・治安担当調整大臣は、インドネシアの政治・治安担当調整省を所管する大臣である。 最初の政治・治安担当調整大臣はマラデン・パンガベアンで1978年3月31日就任。最も直近に選出された政治・治安担当調整大臣はブディ・グナワンで2024年10月21日就任。最も長い期間、大臣職を務めた政治・治安担当調整大臣はスロノ・ルクソディメジョで、1983年3月19日から1988年3月21日まで約5年間務めた。最も短い期間、大臣職を務めた政治・治安担当調整大臣はティト・カルナフィアンで、2024年2月2日から2月21日までの僅か19日務めた。

## 政治・治安担当調整大臣一覧
ゴルカル
  民主党
  ナスデム党
  ハヌラ党
  無所属
| 職名 | 氏名                               | 画像 | 出身等        | 任期                                                        | 内閣                      |
| ---- | ---------------------------------- | ---- | ------------- | ----------------------------------------------------------- | ------------------------- |
| 1    | マラデン・パンガベアン             |      | ゴルカル      | 1978年3月31日 ‐ 1983年3月19日                               | 第3次開発内閣             |
| 2    | スロノ・ルクソディメジョ           |      | ゴルカル      | 1983年3月19日 ‐ 1988年3月21日                               | 第4次開発内閣             |
| 3    | スドモ                             |      | ゴルカル      | 1988年3月21日 ‐ 1993年3月17日                               | 第5次開発内閣             |
| 4    | スシロ・スダルマン                 |      | ゴルカル      | 1993年3月17日 ‐ 1997年12月18日                              | 第6次開発内閣             |
| —    | ヨギ・スアルディ・メメット         |      | ゴルカル      | 1997年12月18日 ‐ 1998年3月14日                              | 第6次開発内閣             |
| 5    | フェイサル・タンジュン             |      | ゴルカル      | 1998年3月14日 ‐ 1998年5月21日1998年5月23日 ‐ 1999年10月20日 | 第7次開発内閣開発改革内閣 |
| 6    | ウィラント                         |      | ゴルカル      | 1999年10月29日 ‐ 2000年2月15日                              | 国家統一内閣              |
| 7    | スリヤディ・スディルジャ           |      | 無所属        | 2000年2月15日 ‐ 2000年8月23日                               | 国家統一内閣              |
| 8    | スシロ・バンバン・ユドヨノ         |      | 無所属        | 2000年8月23日 ‐ 2001年6月1日                                | 国家統一内閣              |
| 9    | アグム・グメラル                   |      | 無所属        | 2001年6月1日 ‐ 2001年7月23日                                | 国家統一内閣              |
| (8)  | スシロ・バンバン・ユドヨノ         |      | 無所属 民主党 | 2001年8月10日 ‐ 2004年3月12日                               | 相互扶助内閣              |
| —    | ハリ・サバルノ                     |      | 無所属        | 2004年3月12日 ‐ 2004年10月20日                              | 相互扶助内閣              |
| 10   | ウィドド・アディ・スチプト         |      | 無所属        | 2004年10月21日 ‐ 2009年10月20日                             | 第1次インドネシア統一内閣 |
| 11   | ジョコ・スヤント                   |      | 無所属        | 2009年10月22日 ‐ 2014年10月20日                             | 第2次インドネシア統一内閣 |
| 12   | テジョ・エディ・プルディヤトノ     |      | ナスデム党    | 2014年10月27日 ‐ 2015年8月12日                              | 勤労内閣                  |
| 13   | ルフット・ビンサル・パンジャイタン |      | ゴルカル      | 2015年8月12日 ‐ 2016年7月27日                               | 勤労内閣                  |
| (6)  | ウィラント                         |      | ハヌラ党      | 2016年7月27日 ‐ 2019年10月20日                              | 勤労内閣                  |
| 14   | モハマッド・マフッド               |      | 無所属        | 2019年10月23日 ‐ 2024年2月2日                               | インドネシア前進内閣      |
| —    | ティト・カルナフィアン             |      | 無所属        | 2024年2月2日 ‐ 2024年2月21日                                | インドネシア前進内閣      |
| 15   | ハディ・チャヤント                 |      | 無所属        | 2024年2月21日 ‐ 2024年10月20日                              | インドネシア前進内閣      |
| 16   | ブディ・グナワン                   |      | 無所属        | 2024年10月21日 ‐                                            | メラプティ内閣            |